# Total Request Live (Regno Unito)

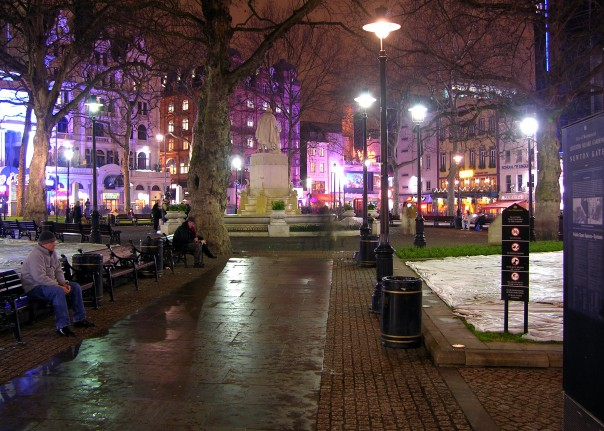
Gli studi, affacciati su Leicester Square di Londra, che venivano usati per TRL UK.

TRL UK è stato il nome di uno show televisivo inglese, nonché la versione britannica del programma americano Total Request Live, lanciato negli USA nel lontano 1998, ma arrivato nel Regno Unito solo verso la fine del 2003.
Il programma, ai tempi del lancio, trasmetteva dal lunedì al venerdì alle ore 16:30; col passare del tempo, la sua fascia fu spostata alle 18:00 (fino all'ultima puntata del 2005). Il conduttore del programma era Dave Berry, che veniva affiancato da un diverso presentatore di MTV ogni giorno.
Il format dello show era uguale a quello americano: un conto alla rovescia dei 10 video più votati dai telespettatori, alternato dall'ospitata di famosi artisti di fama nazionale e internazionale. Veniva trasmesso dalla Leicester Square di Londra, e sia i conduttori, sia gli eventuali ospiti, si affacciavano dalle maestose vetrate che avevano la vista sulla piazza (dove vi erano i fan accorsi per vedere i loro beniamini), proprio come accadeva per la versione americana.

## Presentatori
- Dave Berry - 2003 / 2005
- Emma Griffiths - 2003 / 2005
- Joby Harte (anteprima) - 2004 / 2005
- Maxine Akhtar - 2005 / 2005
- Jo Good - 2005 / 2005
- Alex Zane - 2005 / 2005

## Cancellazione
Nonostante fu definito dalla stessa rete "Uno dei più grandi show che abbiamo lanciato su MTV UK," TRL non è mai riuscito a raggiungere lo stesso impatto rispetto alla versione originale statunitense. La versione americana, infatti, è stata di molto aiuto ad artisti come Britney Spears e Eminem per il lancio delle loro carriere,, obiettivo invece mai riuscito da TRL per il debutto di artisti inglesi.
I bassi ascolti registrati giorno dopo giorno, hanno portato così alla cancellazione dello show, durante il mese di dicembre 2005 e Dave Berry iniziò a lavorare per CD:UK.